# Бергельсон, Лев Давидович
Лев Давидович Бергельсон (ивр. לוי (לב) ברגלסון‎; 8 августа 1918, Гайсин, Подольская губерния, Украинская Советская Республика — 25 мая 2014, Иерусалим, Израиль) — советский и израильский биохимик, член-корреспондент АН СССР и РАН.

## Биография

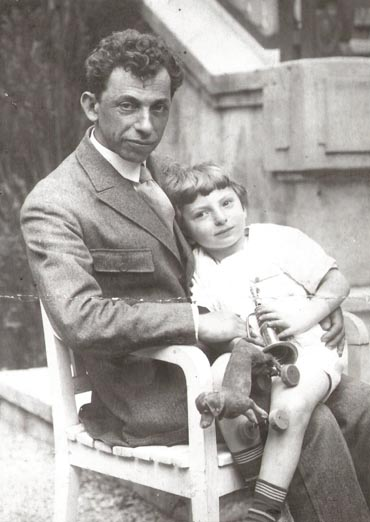
Лев Бергельсон в детстве с отцом. Берлин. 1922 год

Родился в семье одного из классиков еврейской прозы на идише Давида Рафаиловича Бергельсона и Цили Львовны Бергельсон (1896—1968). В 1921 году семья Бергельсон покинула советскую Украину и эмигрировала в Германию, где осела в Берлине. С ростом антисемитизма переехали в Данию, где прожили два года. В 1934 году переселились в СССР.
В 1941 году окончил химический факультет МГУ им. М. В. Ломоносова. Участник Великой Отечественной войны, был награждён орденом Красной Звезды (1945), медалью «За отвагу», медалью «За боевые заслуги» и другими наградами (см. ниже).
В 1946 году поступил в аспирантуру Института органической химии АН СССР, которую не успел окончить, поскольку его отец в 1949 году был арестован и расстрелян по делу Еврейского антифашистского комитета. Как сын «врага народа» вместе с женой и маленькой дочерью был отправлен в ссылку.
После XX съезда КПСС вернулся в Москву и активно занялся наукой. В 1960 году защитил докторскую диссертацию и стал профессором. В 1962 году основал первую в СССР специализированную лабораторию липидов при Институте биоорганической химии АН СССР, а в 1986 году создал лабораторию простагландинов при Всесоюзном кардиологическом центре АМН СССР.
В 1968 году был избран членом-корреспондентом АН СССР.
В 1991 году репатриировался в Израиль, был профессором Еврейского университета в Иерусалиме, руководил лабораторией биологических мембран. Выступал с лекциями по биохимии в ряде европейских и американских университетов. Был признан в Израиле узником Сиона.

## Семья
- Жена (с 1942 года) — Ноэми Леоновна Островер (род. 1921).
- Дочь Марина (р. 1943) вышла замуж за лингвиста Виктора Раскина. В 1973 году они выехали в Израиль, с 1978 года живут в США.
- Двоюродная сестра — еврейская советская поэтесса Двойра Шулимовна (Вера Соломоновна) Хорол (1894—1982), жена литературоведа и историка Абрама Давидовича Юдицкого (1886—1943), мать доктора технических наук Семёна Абрамовича Юдицкого (род. 1932).

## Научная деятельность
Основная область научных интересов — исследование изменений структуры и молекулярной организации мембранных липидов при различных патологиях, особенно при атеросклерозе и онкологических заболеваниях. Является основателем отечественной научной школы по изучению липидов. Совместно с учениками открыл целый ряд ранее неизвестных липидных веществ и разработал новые подходы к изучению надмолекулярной организации биологических мембран.
В 1960—1962 годах Лев Бергельсон совместно с М. М. Шемякиным:
- с помощью окислительной циклизации ряда ди-, три- и тетраацетиленовых сложных эфиров получил большое количество соответствующих кетонов,
- нашёл пути направленного стереорегулирования реакции Виттига, а затем с помощью этого метода осуществил синтез линолевой (1962) и октадекатриеновых (1964) кислот.

Показал (1964), что в семенах растений, жирах млекопитающих, рыб, в микроорганизмах наряду с триглицеридами содержатся эфиры высших жирных кислот и различных гликолей. Также проводил исследования в области стереохимии, по конформационному анализу, по химии биополимеров и физиологически активных соединений.
В общей сложности автор трёх монографий, более четырёхсот научных работ, 11 авторских свидетельств и патентов.

## Награды и звания
Источник  — если не указано иначе.
- Лауреат Государственной премии СССР в области науки и техники за цикл работ 1965—1983 гг. «Структура и функции липидов» (1985).
- Лауреат премии Генриха Виланда[нем.] (1992)
- «Орден Красной Звезды» (1945)
- Медаль «За отвагу»
- Медаль «За взятие Будапешта»
- Медаль «За освобождение Белграда»
- Медаль «За победу над Германией в Великой Отечественной войне 1941—1945 гг.»
- Медаль «20 лет победы в Великой Отечественной войне 1941—1945 гг.»
- Медаль «В ознаменование 100-летия со дня рождения Владимира Ильича Ленина» (1970)
- «Орден Отечественной войны 2-й степени» (1985)